# Eisner-díj a legjobb író-rajzolónak és író–rajzoló párosnak
Ebben a listában az Eisner-díj „legjobb író-rajzoló” kategóriájának jelöltjei és nyertesei találhatóak.

## Eisner-díj a legjobb író-rajzolónak
| Év   | Író-rajzoló        | Munkák (és kiadók) |
| ---- | ------------------ | --- |
| 2012 | Rick Geary         | The Lives of Sacco and Vanzetti (NBM Publishing)                                                                      |
| 2012 | Terry Moore        | Rachel Rising (Abstract Studio)                                                                                       |
| 2012 | Sarah Oleksyk      | Ivy (Oni Press) |
| 2012 | Craig Thompson     | Habibi (Pantheon Books)                                                                                               |
| 2012 | Jim Woodring       | Congress of the Animals (Fantagraphics Books) ésThe Simpsons’ Treehouse of Horror #17: Harvest of Fear (Bongo Comics) |
| 2011 | Dan Clowes         | Wilson (Drawn and Quarterly)                                                                                          |
| 2011 | Darwyn Cooke       | Richard Stark’s Parker: The Outfit (IDW Publishing)                                                                   |
| 2011 | Joe Kubert         | Dong Xoai, Vietnam 1965 (DC Comics)                                                                                   |
| 2011 | Terry Moore        | Echo (Abstract Studio)                                                                                                |
| 2011 | James Sturm        | Market Day (Drawn and Quarterly)                                                                                      |
| 2011 | Uraszava Naoki     | Naoki Urasawa’s 20th Century Boys (Viz Media)                                                                         |
| 2010 | Darwyn Cooke       | Richard Stark’s Parker: The Hunter (IDW Publishing)                                                                   |
| 2010 | Robert Crumb       | The Book of Genesis Illustrated (W. W. Norton & Company)                                                              |
| 2010 | David Mazzucchelli | Asterios Polyp (Pantheon Books)                                                                                       |
| 2010 | Terry Moore        | Echo (Abstract Books)                                                                                                 |
| 2010 | Uraszava Naoki     | Naoki Urasawa’s 20th Century Boys, Pluto: Urasawa X Tezuka (Viz Media)                                                |
| 2009 | Ricky Geary        | A Treasury of XXth Century Murder: The Lindbergh Child (NBM Publishing), J. Edgar Hoover (Hill & Wang)                |
| 2009 | Emmanuel Guibert   | Alan’s War (First Second Books)                                                                                       |
| 2009 | Jason Lutes        | Berlin (Drawn and Quarterly)                                                                                          |
| 2009 | Cyril Pedrosa      | Three Shadows (First Second Books)                                                                                    |
| 2009 | Nate Powell        | Swallow Me Whole (Top Shelf Productions)                                                                              |
| 2009 | Chris Ware         | Acme Novelty Library #19 (Acme Novelty Library)                                                                       |
| 2008 | Jeff Lemire        | Essex County: Tales from the Farm és Essex County: Ghost Stories (Top Shelf Productions)                              |
| 2008 | Rutu Modan         | Exit Wounds (Drawn and Quarterly)                                                                                     |
| 2008 | Shaun Tan          | The Arrival (Arthur A. Levine, Scholastic Corporation)                                                                |
| 2008 | Chris Ware         | Acme Novelty Library #18 (Acme Novelty Library)                                                                       |
| 2008 | Josinaga Fumi      | Flower of Life és The Moon and Sandals (Digital Manga)                                                                |
| 2007 | Allison Bechdel    | Fun Home (Houghton Mifflin Harcourt)                                                                                  |
| 2007 | Renée French       | The Ticking (Top Shelf Productions)                                                                                   |
| 2007 | Gilbert Hernandez  | Love and Rockets, New Tales of Old Palomar (Fantagraphics Books), Sloth (Vertigo)                                     |
| 2007 | Paul Pope          | Batman: Year 100 (DC Comics)                                                                                          |
| 2007 | Joann Sfar         | Klezmer és Vampire Loves (First Second Books)                                                                         |
| 2006 | Geof Darrow        | Shaolin Cowboy (Burlyman Entertainment)                                                                               |
| 2006 | Guy Delisle        | Pyongyang (Drawn and Quarterly)                                                                                       |
| 2006 | Eric Shanower      | Age of Bronze (Image Comics)                                                                                          |
| 2006 | Adrian Tomine      | Optic Nerve #10 (Drawn and Quarterly)                                                                                 |
| 2006 | Chris Ware         | Acme Novelty Library #16 (Acme Novelty Library)                                                                       |
| 2005 | Paul Chadwick      | Concrete: The Human Dilemma (Dark Horse Comics)                                                                       |
| 2005 | Dan Clowes         | Eightball #23 (Fantagraphics Books)                                                                                   |
| 2005 | David Lapham       | Stray Bullets (El Capitan Books)                                                                                      |
| 2005 | Stan Sakai         | Usagi Yojimbo (Dark Horse Comics)                                                                                     |
| 2005 | Adrian Tomine      | Optic Nerve #9 (Drawn and Quarterly)                                                                                  |
| 2004 | Jaime Hernandez    | Love and Rockets (Fantagraphics Books)                                                                                |
| 2004 | Paul Hornschemeier | Forlorn Funnies (Absence of Ink Press)                                                                                |
| 2004 | Inóe Takehiko      | Vagabond (Viz Media)                                                                                                  |
| 2004 | Paul Pope          | Giant THB 1.v.2 (Horse Press)                                                                                         |
| 2004 | Craig Thompson     | Blankets (Top Shelf Productions)                                                                                      |
| 2003 | Jessica Abel       | La Perdida (Fantagraphics Books)                                                                                      |
| 2003 | Patrick Antangan   | The Yellow Jar (NBM Publishing)                                                                                       |
| 2003 | Lynda Barry        | One! Hundred! Demons! (Sasquatch Books)                                                                               |
| 2003 | Carla Speed McNeil | Finder (Lightspeed Press)                                                                                             |
| 2003 | Eric Shanower      | Age of Bronze (Image Comics)                                                                                          |
| 2002 | Jessica Abel       | La Perdida (Fantagraphics Books)                                                                                      |
| 2002 | Dan Clowes         | Eightball (Fantagraphics Books)                                                                                       |
| 2002 | Carla Speed McNeil | Finder (Lightspeed Press)                                                                                             |
| 2002 | James Sturm        | The Golem’s Mighty Swing (Drawn and Quarterly)                                                                        |
| 2002 | Adrian Tomine      | Optic Nerve (Drawn and Quarterly)                                                                                     |
| 2001 | Kavagucsi Kaidzsi  | Eagle (Viz Media) |
| 2001 | Jason Lutes        | Berlin (Drawn and Quarterly)                                                                                          |
| 2001 | Joe Sacco          | Safe Area Goražde (Fantagraphics Books)                                                                               |
| 2001 | Eric Shanower      | Age of Bronze (Image Comics)                                                                                          |
| 2001 | Yslaire            | From Cloud 99: Memories, Part I (Humanoids)                                                                           |
| 2000 | Dan Clowes         | Eightball (Fantagraphics Books)                                                                                       |
| 2000 | Andre Juillard     | After the Rain (NBM Publishing)                                                                                       |
| 2000 | David Lapham       | Stray Bullets és Amy Racecar Special #2 (El Capitan Books)                                                            |
| 2000 | Brian Talbot       | Heart of Empire (Dark Horse Comics)                                                                                   |
| 2000 | Chris Ware         | Acme Novelty Library (Fantagraphics Books)                                                                            |
| 1999 | Alan Davis         | Justice League of America: The Nail (DC Comics)                                                                       |
| 1999 | Will Eisner        | Family Matter (Kitchen Sink Press)                                                                                    |
| 1999 | David Lapham       | Stray Bullets (El Capitan Books)                                                                                      |
| 1999 | Frank Miller       | 300 (Dark Horse Comics)                                                                                               |
| 1999 | Stan Sakai         | Usagi Yojimbo (Dark Horse Comics)                                                                                     |
| 1998 | Dan Clowes         | Eightball (Fantagraphics Books)                                                                                       |
| 1998 | Rick Geary         | The Borden Tragedy (NBM Publishing)                                                                                   |
| 1998 | Vittorio Giardino  | A Jew in Communist Prague (NBM Publishing)                                                                            |
| 1998 | David Lapham       | Stray Bullets és Amy Racecar Color Special #1 (El Capitan Books)                                                      |
| 1998 | Jason Lutes        | Berlin (Black Eye Productions)                                                                                        |
| 1998 | Linda Medley       | Castle Waiting (Olio Press)                                                                                           |
| 1998 | Mike Mignola       | Hellboy: Almost Colossus, Hellboy Christmas Special és Hellboy Junior Halloween Special (Dark Horse Comics)           |
| 1997 | Paul Grist         | Kane (Dancing Elephant Press)                                                                                         |
| 1997 | Joe Kubert         | Fax from Sarajevo (Dark Horse Comics)                                                                                 |
| 1997 | David Laphham      | Stray Bullets (El Capitan Books)                                                                                      |
| 1997 | Mike Mignola       | Hellboy: Wake the Devil (Dark Horse Comics)                                                                           |
| 1997 | Stan Sakai         | Usagi Yojimbo (Dark Horse Comics)                                                                                     |
| 1997 | Tezuka Oszamu      | Adolf (Cadence Books)                                                                                                 |
| 1996 | Charles Burns      | Black Hole (Kitchen Sink Press)                                                                                       |
| 1996 | Howard Cruse       | Stuck Rubber Baby (Paradox Press)                                                                                     |
| 1996 | Will Eisner        | Dropsie Avenue: The Neighborhood (Kitchen Sink Press)                                                                 |
| 1996 | David Lapham       | Stray Bullets (El Capitan Books)                                                                                      |
| 1996 | Joe Sacco          | Palestine (Fantagraphics Books)                                                                                       |
| 1996 | Tezuka Oszamu      | Adolf (Cadence Books)                                                                                                 |
| 1995 | Paul Chadwick      | Concrete: Killer Smile (Dark Horse Comics)                                                                            |
| 1995 | Jason Lutes        | Jar of Fools (Penny Dreadful Press)                                                                                   |
| 1995 | Mike Mignola       | Hellboy: Seeds of Destruction (Dark Horse Comics)                                                                     |
| 1995 | Terry Moore        | Strangers in Paradise (Abstract Studio)                                                                               |
| 1995 | Bryan Talbot       | The Tale of One Bad Rat (Dark Horse Comics)                                                                           |
| 1994 | Phil Foglio        | XXXenophile (Palliard Press)                                                                                          |
| 1994 | Roberta Gregory    | Naughty Bits (Fantagraphics Books)                                                                                    |
| 1994 | Stan Sakai         | Usagi Yojimbo (Fantagraphics Books, Mirage Studios)                                                                   |
| 1994 | William Van Horn   | Walt Disney’s Comics and Stories és Donald Duck Adventures (Gladstone Publishing)                                     |
| 1994 | Jeff Smith         | Bone (Cartoon Books)                                                                                                  |
| 1993 | Michael D. Allred  | Madman (Tundra Publishing)                                                                                            |
| 1993 | Peter Bagge        | Hate (Fantagraphics Books)                                                                                            |
| 1993 | Eddie Campbell     | Deadface és The Eyeball Kid (Dark Horse Comics)                                                                       |
| 1993 | Dan Clowes         | Eightball (Fantagraphics Books)                                                                                       |
| 1993 | Roberta Gregory    | Naughty Bits (Fantagraphics Books)                                                                                    |
| 1993 | Frank Miller       | Dark Horse Presents: Sin City (Dark Horse Comics)                                                                     |
| 1993 | Mark Schultz       | Xenozoic Tales (Kitchen Sink Press)                                                                                   |
| 1993 | Jeff Smith         | Bone (Cartoon Books)                                                                                                  |
| 1993 | Bryan Talbot       | Legends of the Dark Knight: Mask (DC Comics)                                                                          |
| 1993 | Matt Wagner        | Legends of the Dark Knight: Faces (DC Comics)                                                                         |

## Eisner-díj a legjobb író-rajzolónak (ismeretterjesztő)
| Év   | Író-rajzoló     | Munkák (és kiadók)                                             |
| ---- | --------------- | -------------------------------------------------------------- |
| 2010 | Reinhard Kleist | Johnny Cash: I See a Darkness (Abrams ComicArts)               |
| 2010 | Willy Linthout  | Years of the Elephant (Fanfare/Ponent Mon)                     |
| 2010 | Joe Sacco       | Footnotes in Gaza (Metropolitan Books, Henry Holt and Company) |
| 2010 | David Small     | Stitches (W. W. Norton & Company)                              |
| 2010 | Carol Tyler     | You’ll Never Know: A Good and Decent Man (Fantagraphics Books) |

## Eisner-díj a legjobb író-rajzolónak (humor)
| Év   | Író-rajzoló           | Munkák (és kiadók) |
| ---- | --------------------- | --- |
| 2008 | Kyle Baker            | The Bakers: Babies and Kittens (Image Comics) |
| 2008 | Fred Chao             | Johnny Hiro (AdHouse Books) |
| 2008 | Brandon Graham        | King City (Tokyopop) és Multiple Warheads (Oni Press)                                                                                              |
| 2008 | Eric Powell           | The Goon (Dark Horse Comics) |
| 2008 | James Stokoe          | Wonton Soup (Oni Press) |
| 2007 | Ivan Brunetti         | Schizo (Fantagraphics Books) |
| 2007 | Lilli Carré           | Tales of Woodsman Pete (Top Shelf Productions) |
| 2007 | Michael Kupperman     | Tales Designed to Thrizzle (Fantagraphics Books)                                                                                                   |
| 2007 | Tony Millionaire      | Billy Hazelnuts (Fantagraphics Books) és Sock Monkey: The Inches Incident (Dark Horse Comics)                                                      |
| 2007 | Lewis Trondheim       | A.L.I.E.E.E.N. (First Second Books) és Mr. I (NBM Publishing)                                                                                      |
| 2006 | Kyle Baker            | Plastic Man (DC Comics) és The Bakers (Kyle Baker Publishing)                                                                                      |
| 2006 | Paige Braddock        | Jane’s World (Girl Twirl Comics) |
| 2006 | Bryan Lee O’Malley    | Scott Pilgrim vs. the World (Oni Press) |
| 2006 | Eric Powell           | The Goon (Dark Horse Comics) |
| 2006 | Seth                  | Wimbledon Green (Drawn and Quarterly) |
| 2005 | Kyle Baker            | Plastic Man (DC Comics) és Kyle Baker, Cartoonist (Kyle Baker Publishing)                                                                          |
| 2005 | Phil Foglio           | Girl Genius (Airship Entertainment) |
| 2005 | Scott Kurtz           | PvP (Image Comics) |
| 2005 | Eric Powell           | The Goon (Dark Horse Comics) |
| 2005 | Johnny Ryan           | Angry Youth Comix (Fantagraphics Books) |
| 2004 | Kyle Baker            | Plastic Man (DC Comics) és The New Baker (Kyle Baker Publishing)                                                                                   |
| 2004 | Tony Millionaire      | Sock Monkey (Dark Horse Comics) |
| 2004 | Eric Powell           | The Goon (Dark Horse Comics) |
| 2004 | Joann Sfar            | Little Vampire Does Kung Fu! és Little Vampire Goes to School (Simon & Schuster)                                                                   |
| 2004 | Jeff Smith            | Bone (Cartoon Books) |
| 2003 | Kim Deitch            | Stuff of Dreams (Fantagraphics Books) |
| 2003 | Derf                  | Trashed: True Tales from the Back of a Garbage Truck (Slave Labor Graphic)                                                                         |
| 2003 | Roger Langridge       | Fred the Clown (Hotel Fred Press) |
| 2003 | Tony Millionaire      | House at Maakies Corner (Fantagraphics Books) |
| 2002 | Tom Beland            | True Story, Swear to God (Clib’s Boy Comics) |
| 2002 | Chynna Clugston-Major | Blue Monday: Absolute Beginners (Oni Press) |
| 2002 | Evan Dorkin           | Dork! (Slave Labor Graphic) |
| 2002 | Kobajasi Makoto       | What’s Michael? (Dark Horse Comics) |
| 2002 | Chris Ware            | Acme Novelty Library (Fantagraphics Books) |
| 2002 | Judd Winick           | The Adventures of Barry Ween, Boy Genius (Oni Press)                                                                                               |
| 2001 | Alison Bechdel        | Post-Dykes to Watch Out For (Firebrand Books) |
| 2001 | Ben Katchor           | Julius Knipl: The Beauty Supply District (Pantheon Books)                                                                                          |
| 2001 | Michael Kupperman     | Snake ’n’ Bacon Cartoon Cabaret (HarperCollins) |
| 2001 | Tony Millionaire      | Maakies (Fantagraphics Books) és Sock Monkey (Dark Horse Comics)                                                                                   |
| 2001 | Pete Sickman-Garner   | Hey, Mister (Top Shelf Productions) |
| 2001 | Judd Winick           | The Adventures of Barry Ween, Boy Genius 2.0 (Oni Press)                                                                                           |
| 2000 | Sergio Aragonés       | Bart Simpson’s Treehouse of Horror #5: Xt’Tapalatakettle’s Day (Bongo Comics Group), Sergio Aragonés' Groo and Rufferto (Dark Horse Comics) és Mad |
| 2000 | Kyle Baker            | I Die at Midnight (Vertigo) és Elseworlds 80-Page Giant: Letitia Lerner, Superbaby’s Babysitter (DC Comics)                                        |
| 2000 | Mark Crilley          | Akiko (Sirius Entertainment) |
| 2000 | Jay Hosler            | Clan Apis (Active Synapse) |
| 2000 | Lewis Trondheim       | The Nimrod és Measles #3: The Beach (Fantagraphics Books)                                                                                          |
| 1999 | Kyle Baker            | You Are Here (Vertigo) |
| 1999 | Roman Dirge           | Lenore (Slave Labor Graphic) |
| 1999 | Evan Dorkin           | Dork! (Slave Labor Graphic) |
| 1999 | Rich Koslowski        | The 3 Geeks (3 Finger Press) |
| 1999 | Batton Lash           | Wolff and Byrd, Counselors of the Macabre és Mavis (Exhibit A Press)                                                                               |
| 1998 | R. Crumb              | Self-Loathing (Fantagraphics Books) és Mystic Funnies (Alex Wood)                                                                                  |
| 1998 | Bill Morrison         | Roswell, Little Green Man (Bongo Comics Group) |
| 1998 | Jeff Smith            | Bone (Cartoon Books) |
| 1998 | Tanaka Maszasi        | Gon (Paradox Press) |
| 1998 | Chris Ware            | The Acme Novelty Library (Fantagraphics Books) |
| 1997 | Mark Crilley          | Akiko (Sirius Entertainment) |
| 1997 | Marc Hempel           | Tug and Buster (Art & Soul) |
| 1997 | Batton Lash           | Wolff and Byrd, Counselors of the Macabre (Exhibit A Press)                                                                                        |
| 1997 | Carol Lay             | Joy Ride and Other Stories (Kitchen Sink Press) |
| 1997 | Don Rosa              | Walt Disney’s Comics and Stories és Uncle Scrooge (Gladstone Publishing)                                                                           |
| 1997 | Tanaka Maszasi        | Gon (Paradox Press) |
| 1996 | Sergio Aragonés       | Groo (Image Comics) |
| 1996 | Dan Clowes            | Eightball (Fantagraphics Books) |
| 1996 | Kim Deitch            | Zero Zero: The Strange Secret of Molly O’Dare (Fantagraphics Books)                                                                                |
| 1996 | Evan Dorkin           | Instant Piano Stories (Dark Horse Comics), Milk and Cheese #666 és Dork! #3 (Slave Labor Graphic)                                                  |
| 1996 | Chris Ware            | The Acme Novelty Library (Fantagraphics Books) |
| 1996 | Jim Woodring          | Jim és Jim Special (Fantagraphics Books) |
| 1995 | Sergio Aragonés       | Groo (Epic Comics, Image Comics) |
| 1995 | Nina Paley            | Nina’s New and Improved All-Time Greatest Collector’s Item Classics Comics #1 (Dark Horse Comics)                                                  |
| 1995 | Don Rosa              | Uncle Scrooge (Gladstone Publishing) |
| 1995 | Jeff Smith            | Bone (Cartoon Books) |
| 1995 | Takahasi Rumiko       | Ranma ½ (Viz Media) |
| 1995 | Chris Ware            | The Acme Novelty Library (Fantagraphics Books) |

## Eisner-díj a legjobb író–rajzoló párosnak
| Év   | Alkotók                       | Munkák (és kiadók)                                           |
| ---- | ----------------------------- | ------------------------------------------------------------ |
| 1993 | Mike Baron és Steve Rude      | Nexus: The Origin (Dark Horse Comics)                        |
| 1993 | Ed Brubaker és Eric Shanower  | Dark Horse Presents: An Accidental Death (Dark Horse Comics) |
| 1993 | Neil Gaiman és Dave McKean    | Signal to Noise (VG Graphics, Dark Horse Comics)             |
| 1993 | Neil Gaiman és Shawn McManus  | The Sandman: A Game of You (DC Comics)                       |
| 1993 | Neil Gaiman és Jill Thompson  | The Sandman: Brief Lives (DC Comics)                         |
| 1993 | Alan Moore és Eddie Campbell  | Taboo: From Hell (SpiderBaby Graphix, Tundra Publishing)     |
| 1993 | Dave Sim és Gerhard           | Cerebus (Aardvark-Vanaheim)                                  |
| 1993 | Matt Wagner és Patrick McEown | Grendel: War Child (Dark Horse Comics)                       |

## Eisner-díj a legjobb író-rajzolónak vagy író–rajzoló párosnak
| Év   | Alkotók                           | Munkák (és kiadók) |                     |
| ---- | --------------------------------- | --- | ------------------- |
| 1992 | John Byrne                        | Next Men, Dark Horse Presents és 2112 (Dark Horse Comics), valamint The Sensational She-Hulk és Namor (Marvel Comics) |                     |
| 1992 | Paul Chadwick                     | Concrete: Fragile Creature (Dark Horse Comics)                                                                        |                     |
| 1992 | David Chelsea                     | David Chelsea In Love (Eclipse Comics)                                                                                |                     |
| 1992 | Max Allan Collins és Terry Beatty | Ms. Tree Quarterly (DC Comics)                                                                                        |                     |
| 1992 | Peter David és Dale Keown         | The Incredible Hulk (Marvel Comics)                                                                                   |                     |
| 1992 | Gilbert Hernandez                 | Love and Rockets (Fantagraphics Books)                                                                                |                     |
| 1992 | Jaime Hernandez                   | Love and Rockets (Fantagraphics Books)                                                                                |                     |
| 1992 | Frank Miller                      | Dark Horse Presents: Sin City (Dark Horse Comics)                                                                     |                     |
| 1992 | Dave Sim és Gerhard               | Cerebus (Aardvark-Vanaheim)                                                                                           |                     |
| 1991 | Peter Bagge                       | Hate (Fantagraphics Books)                                                                                            |                     |
| 1991 | Eddie Campbell                    | |                     |
| 1991 | Gilbert Hernandez                 | Love and Rockets (Fantagraphics Books)                                                                                |                     |
| 1991 | Jaime Hernandez                   | Love and Rockets (Fantagraphics Books)                                                                                |                     |
| 1991 | Frank Miller és Geof Darrow       | |                     |
| 1991 | Dave Sim                          | Cerebus (Aardvark-Vanaheim)                                                                                           |                     |
| 1990 | Nem osztottak díjat               | Nem osztottak díjat                                                                                                   | Nem osztottak díjat |
| 1989 | Mike Baron és Steve Rude          | Nexus (First Comics)                                                                                                  |                     |
| 1989 | Paul Chadwick                     | Concrete (Dark Horse Comics)                                                                                          |                     |
| 1989 | Mark Schultz                      | Xenozoic Tales (Kitchen Sink Press)                                                                                   |                     |
| 1989 | James Vance és Dan Burr           | Kings in Disguise (Kitchen Sink Press)                                                                                |                     |
| 1989 | Reed Waller és Kate Worley        | Omaha the Cat Dancer (Kitchen Sink Press)                                                                             |                     |
| 1988 | Paul Chadwick                     | Concrete (Dark Horse Comics)                                                                                          |                     |
| 1988 | Scott McCloud                     | Zot! (Eclipse Comics)                                                                                                 |                     |
| 1988 | Alan Moore és Dave Gibbons        | Watchmen (DC Comics)                                                                                                  |                     |